# Altenburg-Klasse
Als Altenburg-Klasse (englisch Altenburg Class) wird eine Klasse attisch-schwarzfiguriger Oinochoen aus dem ersten Viertel des 5. Jahrhunderts v. Chr. bezeichnet. Es handelt sich dabei um Oinochoen vom Typ I mit ovoidem Körper, langem Hals mit dekoriertem Kragen, hohem Henkel und echinusförmigem Fuß. Den Namen erhielt die Klasse von John D. Beazley nach einer Vase im Lindenau-Museum in Altenburg. Zuschreibungen an Maler nahm Beazley nicht vor, doch gehören sie alle zu einer Werkstatt.